# 宗室博多歡
宗室博多歡（1779年6月14日—1817年9月12日），嘉慶十三年六月授宗學副管，本年九月考中戊辰恩科繙譯擧人，十四年四月考中己巳科繙譯進士，本年五月授禮部主事。。